# Podivuhodný případ Benjamina Buttona (film)
Podivuhodný případ Benjamina Buttona (anglicky The Curious Case of Benjamin Button) je romantické fantasy drama z roku 2008 režírované Davidem Fincherem. Námět Erica Rotha a Robina Swicorda představuje adaptaci krátké stejnojmenné povídky napsané představitelem ztracené generace Francisem Scottem Fitzgeraldem a vydané v květnu 1922.
Hlavní postavy ztvárnili Brad Pitt jako mládnoucí muž s opačnou chronologií života od stáří do dětství a Cate Blanchettová v roli jeho osudové ženy.
Americká premiéra proběhla 25. prosince 2008 s kladnou kritikou. Snímek získal 13 Oscarových nominací, z nichž tři kategorie proměnil ve vítězství, a to za nejlepší umělecké vedení, masky a vizuální efekty. Celkově pak obdržel 35 cen a 80 nominací.

## Děj
Děj začíná v neworleanské nemocnici roku 2005, kde na smrtelné posteli leží stará žena Daisy Fullerová (Cate Blanchettová) a žádá od přítomné dcery Caroline (Julia Ormond), aby jí předčítala z deníku jistého Benjamina Buttona.
Slepý hodinář pan Gateau (Elias Coteas) ztratil v posledním roce první světové války syna, který padl ve Francii. Na velké zakázce hodin, které měly být umístěny v nádražní hale New Orleans, pracoval řadu týdnů. Na jejich slavnostním uvedení do chodu byl přítomen i bývalý prezident Theodore Roosevelt. Hodiny se však k údivu hostů rozešly pozpátku. Na otázku proč tomu tak je odpověděl, že se tak čas možná začne ubírat opačným směrem a padlí synové – včetně jeho – se budou moci vrátit domů.
V den konce první světové války 11. listopadu 1918 se v New Orleans narodil chlapec s chorobami, které jsou typické pro staré lidi. Matka krátce po porodu zemřela. Vystrašený otec Thomas Button popadl dítě a vyběhl s ním na ulici. Odložil jej na schody pečovatelského domu s osmnácti dolary. Krátce nato o novorozence zakopl pan Tizzy Weathers (Mahershalalhashbaz Ali), který scházel ze schodů se zdravotní sestrou Queenie (Taraji P. Henson). Ta se o něj rozhodla pečovat a stala se mu matkou.
Dvanáctiletý Benjamin vyměnil v roce 1930 invalidní vozík za francouzské hole a také poznal šestiletou Daisy (Elle Fanningová), vnučku ženy, která žila v pečovatelském domě. I když byl stále fyzicky starý, přijal práci na lodi Chelsea pod vedením kapitána Mika Clarka (Jared Harris). Mimo jiné se také v tomto období střetl se svým otcem Thomasem Buttonem (Jason Flemyng), který mu ale jejich skutečný příbuzenský vztah nesdělil. V roce 1936 odplul na dlouhou dobu s posádkou lodi Chelsea z New Orleans. Nějaký čas pobýval v Murmansku, kde prožil milostnou aférku s Elizabeth Abbottovou (Tilda Swintonová), manželkou britského ministra obchodu.
Po japonském útoku na Pearl Harbor v prosinci 1941 se přidal jako dobrovolník do řad amerického námořnictva a s lodí Chelsea operovali v Tichém oceánu, jako podpůrné plavidlo. Při střetu s ponorkou Třetí říše přišel téměř o život.
V roce 1945 se vrátil domů do New Orleans, kde se setkal s tehdy jednadvacetiletou Daisy, z níž se stala úspěšná a krásná baletka žijící v New Yorku. Thomas Button, jenž trpěl terminální fází nevyléčitelné choroby mu tehdy prozradil, že je jeho skutečným otcem a učinil z něj dědice – majitele velké rodinné firmy na knoflíky.
V roce 1957 skončila taneční kariéra Daisy, když ji v Paříži srazil taxík. Následkem byla pětinásobná komplikovaná zlomenina pravé dolní končetiny. Když za ní dorazil, byla překvapena jeho mladým atraktivním vzhledem, ale frustrovaná svým stavem pomoc odmítla a vyslovila se pro to, aby odešel z jejího života. Až v roce 1962 se Daisy vrátila do New Orleans a navázala s ním milostný vztah. Ten vyústil ve svatbu a roku 1968 v narození dcery Caroline (Shiloh Jolieová-Pittová, 2letá).
Benjamin věděl, že mládnutí bude pokračovat a být dobrým otcem a manželem nebude v jeho moci. Proto prodal firmu, hotovost vložil na spořicí účty Daisy a Caroline a obě opustil, aby se v 70. letech osamocen toulal světem.
V roce 1980, když mu bylo něco přes dvacet, vrátil se do New Orleans. Zjistil, že je Daisy podruhé vdaná a vede místní baletní školu. V ní se střetl i s dcerou a s novým manželem, kterým byl představen jako rodinný přítel. Poté jej Daisy navštívila v hotelovém pokoji, kde strávili vášnivou noc. Pochopila, že tehdejší Benjaminův odjezd byl správný. Nyní opět zmizel z jejího života.
V roce 1991 přijala ovdovělá Daisy telefonát od sociální pracovnice. Ta ji informovala, že došlo k nalezení chlapce ve věku okolo dvanácti let, který žil v domě určeném k demolici. V jeho diáři bylo zapsáno její jméno. Zvláštním faktem bylo, že chlapec jevil příznaky demence, typické pro staré lidi. Daisy jej odvezla do pečovatelského domu, kde vyrůstal a začala o něj pečovat. Proces mládnutí spolu s postupující demencí pokračoval až v roce 2003 zemřel jako nemluvně v její náruči.
Po odvyprávění příběhu zemřela Daisy na nemocničním lůžku. Nemocnice se připravovala na evakuaci. Psal se rok 2005 a k New Orleans se blížil hurikán Katrina.
Až z deníku se dcera Caroline dozvěděla, kdo byl jejím skutečným otcem.

## Obsazení
| Brad Pitt                   | Benjamin Button, dospělý |
| Robert Towers               | Benjamin Button, dospělý |
| Peter Donald Badalamenti II | Benjamin Button, dospělý |
| Tom Everett                 | Benjamin Button, dospělý |
| Spencer Daniels             | Benjamin Button, 12letý  |
| Chandler Canterbury         | Benjamin Button, 8letý   |
| Charles Henry Wyson         | Benjamin Button, 6letý   |
| Cate Blanchettová           | Daisy Fuller, dospělá    |
| Elle Fanningová             | Daisy Fuller, 6letá      |
| Madisen Beatyová            | Daisy Fuller, 11letá     |
| Taraji P. Henson            | Queenie                  |
| Julia Ormond                | Caroline Fuller          |
| Shiloh Jolieová-Pittová     | Caroline Fuller, 2letá   |
| Jason Flemyng               | Thomas Button            |
| Mahershalalhashbaz Ali      | Tizzy Weathers           |
| Jared Harris                | kapitán Mike Clark       |
| Elias Koteas                | Monsieur Gateau          |
| Ed Metzger                  | Theodore Roosevelt       |
| Phyllis Somerville          | babička Fullerová        |
| Josh Stewart                | milý Curtis              |
| Tilda Swintonová            | Elizabeth Abbott         |
| Bianca Chiminello           | přítel Daisy             |
| Rampai Mohadi               | Ngunda Oti               |

## Nominace a ceny
| Cena                                                 | Kategorie                                                      | Umělec                                                      | Výsledek  |
| ---------------------------------------------------- | -------------------------------------------------------------- | ----------------------------------------------------------- | --------- |
| Oscar                                                | nejlepší film                                                  |                                                             | nominace  |
| Oscar                                                | nejlepší režie                                                 | David Fincher                                               | nominace  |
| Oscar                                                | nejlepší mužský herecký výkon v hlavní roli                    | Brad Pitt                                                   | nominace  |
| Oscar                                                | nejlepší ženský herecký výkon ve vedlejší roli                 | Taraji P. Henson                                            | nominace  |
| Oscar                                                | nejlepší adaptovaný scénář                                     | Eric Roth                                                   | nominace  |
| Oscar                                                | nejlepší střih                                                 | Kirk Baxter a Angus Wall                                    | nominace  |
| Oscar                                                | nejlepší kamera                                                | Claudio Miranda                                             | nominace  |
| Oscar                                                | nejlepší výprava                                               | Donald Graham Burt a Victor J. Zolfo                        | vítězství |
| Oscar                                                | nejlepší kostýmy                                               | Jacqueline West                                             | nominace  |
| Oscar                                                | nejlepší masky                                                 | Greg Cannom                                                 | vítězství |
| Oscar                                                | nejlepší skladatel                                             | Alexandre Desplat                                           | nominace  |
| Oscar                                                | nejlepší zvuk                                                  | David Parker, Michael Semanick, Ren Klyce a Mark Weingarten | nominace  |
| Oscar                                                | nejlepší vizuální efekty                                       | Eric Barba, Steve Preeg, Burt Dalton a Craig Barron         | vítězství |
| African-American Film Critics Association Awards     | nejlepší film                                                  |                                                             | 3. místo  |
| Alliance of Women Film Journalists EDA Awards        | nejlepší ženský herecký výkon v hlavní roli                    | Taraji P. Henson                                            | nominace  |
| Alliance of Women Film Journalists EDA Awards        | nejlepší střih                                                 | Kirk Baxter a Angus Wall                                    | vítězství |
| Alliance of Women Film Journalists EDA Awards        | nejlepší úspěch pro ženu ve filmovém průmyslu                  | Kathleen Kennedy (producentka)                              | nominace  |
| American Cinema Editors Awards                       | nejlepší střih: film (drama)                                   | Kirk Baxter a Angus Wall                                    | nominace  |
| American Society of Cinematographers Awards          | nejlepší kamera                                                | Claudio Miranda                                             | nominace  |
| Austin Film Critics Association Awards               | nejlepší ženský herecký výkon v hlavní roli                    | Taraji P. Henson                                            | vítězství |
| Art Directors Guild Awards                           | nejlepší výprava: periodický film                              |                                                             | vítězství |
| Austin Film Critics Association Awards               | nejlepší film                                                  |                                                             | 5. místo  |
| Austin Film Critics Association Awards               | nejlepší ženský herecký výkon v hlavní roli                    | Taraji P. Henson                                            | vítězství |
| Black Reel Awards                                    | nejlepší ženský herecký výkon v hlavní roli                    | Taraji P. Henson                                            | nominace  |
| Britská akademie filmového a televizního umění       | nejlepší film                                                  |                                                             | nominace  |
| Britská akademie filmového a televizního umění       | nejlepší masky a účesy                                         | Greg Cannom                                                 | vítězství |
| Britská akademie filmového a televizního umění       | nejlepší režie                                                 | David Fincher                                               | nominace  |
| Britská akademie filmového a televizního umění       | nejlepší scénář                                                | Eric Roth                                                   | nominace  |
| Britská akademie filmového a televizního umění       | nejlepší mužský herecký výkon v hlavní roli                    | Brad Pitt                                                   | nominace  |
| Britská akademie filmového a televizního umění       | nejlepší návrh kostýmů                                         | Jacqueline West                                             | nominace  |
| Britská akademie filmového a televizního umění       | nejlepší skladatel                                             | Alexandre Desplat                                           | nominace  |
| Britská akademie filmového a televizního umění       | nejlepší kamera                                                | Claudio Miranda                                             | nominace  |
| Britská akademie filmového a televizního umění       | nejlepší střih                                                 | Kirk Baxter a Angus Wall                                    | nominace  |
| Britská akademie filmového a televizního umění       | nejlepší výprava                                               | Donald Graham Burt a Victor J. Zolfo                        | vítězství |
| Britská akademie filmového a televizního umění       | nejlepší vizuální efekty                                       | Eric Barba, Steve Preeg, Burt Dalton a Craig Barron         | vítězství |
| Critics' Choice Movie Awards                         | nejlepší film                                                  |                                                             | nominace  |
| Critics' Choice Movie Awards                         | nejlepší mužský herecký výkon v hlavní roli                    | Brad Pitt                                                   | nominace  |
| Critics' Choice Movie Awards                         | nejlepší ženský herecký výkon v hlavní roli                    | Cate Blanchettová                                           | nominace  |
| Critics' Choice Movie Awards                         | nejlepší režie                                                 | David Fincher                                               | nominace  |
| Critics' Choice Movie Awards                         | nejlepší ženský herecký výkon ve vedlejší roli                 | Taraji P. Henson                                            | nominace  |
| Critics' Choice Movie Awards                         | nejlepší obsazení                                              |                                                             | nominace  |
| Critics' Choice Movie Awards                         | nejlepší scénář                                                | Eric Roth                                                   | nominace  |
| Critics' Choice Movie Awards                         | nejlepší skladatel                                             | Alexandre Desplat                                           | nominace  |
| Central Ohio Film Critics Association Awards         | nejlepší skladatel                                             | Alexandre Desplat                                           | vítězství |
| Central Ohio Film Critics Association Awards         | nejlepší film                                                  |                                                             | 9. místo  |
| Chicago Film Critics Association Awards              | nejlepší film                                                  |                                                             | nominace  |
| Chicago Film Critics Association Awards              | nejlepší režie                                                 | David Fincher                                               | nominace  |
| Chicago Film Critics Association Awards              | nejlepší adaptovaný scénář                                     | Eric Roth                                                   | nominace  |
| Chicago Film Critics Association Awards              | nejlepší kamera                                                | Claudio Miranda                                             | nominace  |
| Chicago Film Critics Association Awards              | nejlepší skladatel                                             | Alexandre Desplat                                           | nominace  |
| Dallas-Fort Worth Film Critics Association Awards    | nejlepší film                                                  |                                                             | nominace  |
| Dallas-Fort Worth Film Critics Association Awards    | nejlepší režie                                                 | David Fincher                                               | nominace  |
| Dallas-Fort Worth Film Critics Association Awards    | nejlepší mužský herecký výkon v hlavní roli                    | Brad Pitt                                                   | nominace  |
| Dallas-Fort Worth Film Critics Association Awards    | nejlepší ženský herecký výkon ve vedlejší roli                 | Taraji P. Henson                                            | nominace  |
| Dallas-Fort Worth Film Critics Association Awards    | nejlepší kamera                                                | Claudio Miranda                                             | nominace  |
| Directors Guild of America Awards                    | nejlepší režie (film)                                          | David Fincher                                               | nominace  |
| Zlatý glóbus                                         | nejlepší film (drama)                                          |                                                             | nominace  |
| Zlatý glóbus                                         | nejlepší mužský herecký výkon v hlavní roli (drama)            | Brad Pitt                                                   | nominace  |
| Zlatý glóbus                                         | nejlepší režie (film)                                          | David Fincher                                               | nominace  |
| Zlatý glóbus                                         | nejlepší scénář                                                | Eric Roth                                                   | nominace  |
| Zlatý glóbus                                         | nejlepší skladatel                                             | Alexandre Desplat                                           | nominace  |
| Houston Film Critics Society Awards                  | nejlepší film                                                  |                                                             | vítězství |
| Houston Film Critics Society Awards                  | nejlepší režie                                                 | David Fincher                                               | nominace  |
| Houston Film Critics Society Awards                  | nejlepší mužský herecký výkon v hlavní roli                    | Brad Pitt                                                   | nominace  |
| Houston Film Critics Society Awards                  | nejlepší ženský herecký výkon v hlavní roli                    | Cate Blanchett                                              | nominace  |
| Houston Film Critics Society Awards                  | nejlepší ženský herecký výkon ve vedlejší roli                 | Taraji P. Henson                                            | nominace  |
| Houston Film Critics Society Awards                  | nejlepší scénář                                                | Eric Roth                                                   | nominace  |
| Houston Film Critics Society Awards                  | nejlepší kamera                                                | Claudio Miranda                                             | vítězství |
| Houston Film Critics Society Awards                  | nejlepší skladatel                                             | Alexandre Desplat                                           | nominace  |
| Las Vegas Film Critics Society Awards                | nejlepší výprava                                               | Donald Graham Burt a Victor J. Zolfo                        | vítězství |
| Las Vegas Film Critics Society Awards                | nejlepší kamera                                                | Claudio Miranda                                             | vítězství |
| Las Vegas Film Critics Society Awards                | nejlepší návrh kostýmů                                         | Jacqueline West                                             | vítězství |
| London Film Critics' Circle                          | nejlepší film                                                  |                                                             | nominace  |
| London Film Critics' Circle                          | nejlepší režie                                                 | David Fincher                                               | vítězství |
| London Film Critics' Circle                          | nejlepší britská herečka (vedlejší role)                       | Tilda Swinton                                               | vítězství |
| London Film Critics' Circle                          | nejlepší scénář                                                | Eric Roth                                                   | nominace  |
| Los Angeles Film Critics Association Awards          | nejlepší skladatel                                             | Alexandre Desplat                                           | nominace  |
| Filmová cena MTV                                     | nejlepší herečka                                               | Taraji P. Henson                                            | nominace  |
| National Board of Review Awards                      | nejlepší film                                                  |                                                             | vítězství |
| National Board of Review Awards                      | nejlepší režie                                                 | David Fincher                                               | vítězství |
| National Board of Review Awards                      | nejlepší adaptovaný scénář                                     | Eric Roth                                                   | vítězství |
| New York Film Critics Circle Awards                  | nejlepší režie                                                 | David Fincher                                               | nominace  |
| New York Film Critics Circle Awards                  | nejlepší kamera                                                | Claudio Miranda                                             | nominace  |
| New York Film Critics Online Awards                  | nejlepších deset filmů                                         |                                                             | vítězství |
| North Texas Film Critics Association Awards          | nejlepší kamera                                                | Claudio Miranda                                             | vítězství |
| Oklahoma Film Critics Circle Awards                  | nejlepších deset filmů                                         |                                                             | vítězství |
| Phoenix Film Critics Society Awards                  | nejlepší kamera                                                | Claudio Miranda                                             | vítězství |
| Phoenix Film Critics Society Awards                  | nejlepší skladatel                                             | Alexandre Desplat                                           | vítězství |
| San Diego Film Critics Society Awards                | nejlepší výprava                                               | Donald Graham Burt a Victor J. Zolfo                        | vítězství |
| Satellite Awards                                     | nejlepší adaptovaný scénář                                     | Eric Roth a Robin Swicord                                   | nominace  |
| Satellite Awards                                     | nejlepší výprava                                               | Donald Graham Burt a Victor J. Zolfo                        | nominace  |
| Satellite Awards                                     | nejlepší kamera                                                | Claudio Miranda                                             | nominace  |
| Satellite Awards                                     | nejlepší návrh kostýmů                                         | Jacqueline West                                             | nominace  |
| Southeastern Film Critics Association Awards         | nejlepší film                                                  |                                                             | 6. místo  |
| Southeastern Film Critics Association Awards         | nejlepší adaptovaný scénář                                     | Eric Roth a Robin Swicord                                   | nominace  |
| Cena Saturn                                          | nejlepší fantasy film                                          |                                                             | vítězství |
| Cena Saturn                                          | nejlepší mužský herecký výkon v hlavní roli                    | Brad Pitt                                                   | nominace  |
| Cena Saturn                                          | nejlepší ženský herecký výkon v hlavní roli                    | Cate Blatchettová                                           | nominace  |
| Cena Saturn                                          | Nejlepší herečka ve vedlejší roli                              | Tilda Swinton                                               | vítězství |
| Cena Saturn                                          | nejlepší režie                                                 | David Fincher                                               | nominace  |
| Cena Saturn                                          | nejlepší scénář                                                | Eric Roth                                                   | nominace  |
| Cena Saturn                                          | nejlepší skladatel                                             | Alexandre Desplat                                           | nominace  |
| Cena Saturn                                          | nejlepší masky                                                 | Greg Cannom                                                 | vítězství |
| Cena Saturn                                          | nejlepší vizuální efekty                                       | Eric Barba, Steve Preeg, Burt Dalton a Craig Barron         | nominace  |
| Scream Awards                                        | nejlepší mužský herecký výkon v hlavní roli (fantasy)          | Brad Pitt                                                   | nominace  |
| Screen Actors Guild Awards                           | nejlepší mužský herecký výkon v hlavní roli                    | Brad Pitt                                                   | nominace  |
| Screen Actors Guild Awards                           | nejlepší ženský herecký výkon ve vedlejší roli                 | Taraji P. Henson                                            | nominace  |
| Screen Actors Guild Awards                           | nejlepší obsazení                                              |                                                             | nominace  |
| St. Louis Gateway Film Critics Association Awards    | nejlepší film                                                  |                                                             | vítězství |
| Teen Choice Awards                                   | nejlepší film: drama                                           |                                                             | nominace  |
| Teen Choice Awards                                   | nejlepší filmový herec (drama)                                 | Brad Pitt                                                   | nominace  |
| Vancouver Film Critics Circle Awards                 | nejlepší režie                                                 | David Fincher                                               | vítězství |
| Washington D.C. Area Film Critics Association Awards | nejlepší výprava                                               | Donald Graham Burt a Victor J. Zolfo                        | vítězství |
| Writers Guild of America Awards                      | nejlepší adaptovaný scénář                                     | Eric Roth a Robin Swicord                                   | nominace  |
| Young Artist Awards                                  | nejlepší ženský herecký výkon ve vedlejší roli (mladá herečka) | Madison Beaty                                               | nominace  |